# Лунке, Синдре
Синдре Лунке (норв. Sindre Skjøstad Lunke; род. 17 апреля 1993, Норвегия) — норвежский профессиональный шоссейный велогонщик, выступающий за команду Team Sunweb.

## Достижения
2014
- 5-й на Giro della Valle d’Aosta — ГК

2015
- 7-й на Туре де л’Авенир — ГК
- 8-й на Giro della Valle d’Aosta — ГК

| ГК | Генеральная классификация |

## Статистика выступлений наГранд Турах
| Гранд Тур | 2016 | 2017 |
| --------- | ---- | ---- |
| Джиро     | -    | 120  |
| Тур       | -    | -    |
| Вуэльта   | 135  |      |